# ロンドン (戦艦)
ロンドン (HMS London) はイギリス海軍の戦艦。フォーミダブル級。

## 艦歴
ポーツマス工廠で建造。1898年12月8日起工。1899年9月21日進水。1902年6月竣工。1902年6月7日就役。
1914年8月の第一次世界大戦勃発時は、ポートランドを基地とする海峡艦隊の第5戦艦戦隊に所属。1914年11月14日、ドイツ軍による侵攻に備え第5戦艦戦隊はシアネスへ移動した。同年12月30日、戦隊はポートランドに戻る。
1915年3月19日、ダーダネルス作戦参加のためロンドンはダーダネルス海峡へ移された。ロンドンは1915年3月23日にレムノス島でイギリスのダーダネルス戦隊に加わり、1915年4月25日にカバテペとアンザックコーブへの上陸を援護した。
イタリアがオーストリア＝ハンガリー帝国に宣戦布告すると、アドリア海のイタリア海軍への増援として編成された第2派遣戦隊に戦艦インプラカブル、クイーン、プリンス・オブ・ウェールズと共に配属された。ロンドンはイタリアのターラントを基地とした。1915年10月にはジブラルタルで修理を行った。
1916年10月、ロンドンはイギリスに戻り、乗員を対潜艦艇に配属するためデヴォンポート工廠で退役した。
1918年2月、ロンドンはロスサイスへ移り機雷敷設艦への改装が開始された。改装は1918年4月に完了し、1918年5月18日にロスサイスで再就役してグランドフリートの第1機雷敷設戦隊に所属した。1918年11月11日の戦争終結までにロンドンは北海機雷堰に2640個の機雷を敷設した。
1919年1月に予備役となり、1920年6月4日にスクラップとして売却された。別の会社に転売された後、さらにドイツの会社に転売され、1922年4月に曳航されてドイツへ向かった。